# スビトラーナ・ドースマン
スビトラーナ・ヴォロディミリヴナ・ドースマン（ウクライナ語: Світлана Володимирівна Дорсман、ラテン文字転写: Svitlana Volodymyrivna Dorsman、1993年12月11日 - ）は、ウクライナの女子バレーボール選手。ウクライナ代表。

## 来歴

### クラブチーム
マリウポリ出身。2009年、Severodonchanka Severodonecへ入団。7年間在籍し、ウクライナ国内リーグでは2013/14、2014/15シーズンに準優勝した。2016年、アゼルバイジャンのアゼリョル・バクーへ移籍し1年間プレーした。2017年、アゼルレイル・バクーへ移籍し、2017/18シーズンのアゼルバイジャン・スーパーリーグで優勝した。2018年10月、ポーランドのKSZO SMS Ostrowiec Świętokrzyskiへ移籍し、1年間プレーした。2019年9月、ロシアのVK Lipetskへ移籍し、2020/21シーズンにはロシアスーパーリーグでプレーした。2021年9月、ウクライナのSports Academy Prometeyへ加入し、1年間プレーした。2022年からはSC Prometeyでプレーし、2023/24シーズンのウクライナ国内リーグ、ウクライナカップで優勝したが、2024年8月にチームが活動休止したのに伴い、同年9月にポーランドのKS Pałac Bydgoszczへ移籍した。

### 代表チーム
2011年、シニア代表に初選出される。同年の欧州選手権でデビューした。2015年、ユニバーシアードゲームにて銀メダルを獲得した。2017年、ヨーロッパリーグで金メダルを獲得した。2019年、欧州選手権に出場した。2022年に代表復帰し、主将を務める。2023年のヨーロッパゴールデンリーグで金メダルを獲得し、ベストミドルブロッカー賞を受賞した。同年9月の欧州選手権、パリ五輪予選に出場した。

## 球歴
- 欧州選手権 - 2011年、2017年、2019年、2023年
- ヨーロッパリーグ - 2017年、2018年、2019年、2022年、2023年、2024年
- チャレンジャーカップ - 2023年
- パリ五輪予選 - 2023年

## 受賞歴
- 2023年 - ヨーロッパゴールデンリーグ ベストミドルブロッカー賞
- 2024年 - ウクライナカップ MVP

## 所属クラブ
- Severodonchanka Severodonec（2009-2016年）
- アゼリョル・バクー（2016-2017年）
- アゼルレイル・バクー（2017-2018年）
- KSZO SMS Ostrowiec Świętokrzyski（2018-2019年）
- VK Lipetsk（2019-2021年）
- Sports Academy Prometey（2021-2022年）
- SC Prometey（2022-2024年）
- KS Pałac Bydgoszcz（2024年-）